# Von Spatzen und Tauben, Dächern und Händen
Von Spatzen und Tauben, Dächern und Händen ist das zweite Studioalbum der Hamburger Band Kettcar. Veröffentlicht wurde es am 7. März 2005 beim Label Grand Hotel van Cleef, welches von Kettcar mitbegründet wurde.

## Geschichte/Bedeutung
Nachdem Kettcar 2002 mit dem Debütalbum Du und wieviel von deinen Freunden unerwartet großen Erfolg hatten, folgte ein großer Trend in Richtung deutschsprachigen Pop-Rock. Kritiker und Fans hatten deswegen sehr hohe Erwartungen in das zweite Kettcar-Album. Knapp einen Monat vorher veröffentlichten Kettcar die Vorab-Single 48 Stunden auf dem GHvC, wie sich das Grand Hotel van Cleef selbst abkürzt. Die Single erfüllte die Erwartungen und stieg in die deutschen Single-Charts ein. Am 7. März wurde Von Spatzen und Tauben, Dächern und Händen veröffentlicht und erreichte Platz 5 der deutschen Album-Charts, weswegen es als endgültiges Durchbruchsalbum der Band gehandelt wird. Am 30. März startete Kettcar eine Tour quer durch Deutschland, Schweiz und Österreich, nahezu alle Konzerte waren schon im Voraus ausverkauft. Im Mai 2005 folgte die Veröffentlichung der Single Deiche und im November Balu.

## Stil
Die Musikrichtung von Von Spatzen und Tauben, Dächern und Händen fällt in das Genre des Indie-Rocks und Indie-Pops. Reimer Bustorff bezeichnet die Stilrichtung selbst als „Gitarrenpop“. Alles in allem ist das Album etwas ruhiger als sein Vorgänger und setzt weniger Wert auf „Breitwandsound“, so Marcus Wiebusch. Der rockigste Titel ist Deiche, die ruhigsten Titel sind Balu und Nacht.

## Inhalt
Der Titel des Albums stammt aus einer Textzeile des Songs Die Ausfahrt Zum Haus Deiner Eltern („(…) Also wo fängt's an, wann wird es enden / mit Spatzen und Tauben, Dächern und Händen / die Welt voller Männer, das Leben eines Jungen / erst so gewollt und dann halt verschlungen (…)“). Es ist angelehnt an das Sprichwort „Lieber den Spatz in der Hand, als die Taube auf dem Dach“.
Der Inhalt des Albums wird durch die Themengebiete Liebe, Freundschaft, Träume, Hoffnung und Alltagssituationen gedeckt. Alle Texte des Albums wurden von Wiebusch geschrieben, nur der Text von Die Wahrheit ist, man hat uns nichts getan entstammt der Feder von Reimer Bustdorff. „Einsehen zum Schluss, dass man weitermachen muss.“ ist laut Wiebusch das zentrale Thema der Band und spiegelt sich folglich auch in Von Spatzen und Tauben, Dächern und Händen wider. Der Song Deiche ist der einzige auf dem Album mit einer direkten politischen Botschaft („(…) Ein Volk steht wieder auf – na toll – bei Aldi brennt noch Licht / du weißt: Deiche brechen richtig – oder eben nicht(…)“).

## Titelliste
1. Deiche – 3:59
2. Die Ausfahrt zum Haus deiner Eltern – 3:20
3. 48 Stunden – 3:22
4. Einer – 3:48
5. Tränengas im High-End-Leben – 3:21
6. Balu – 4:35
7. Stockhausen, Bill Gates und Ich – 3:56
8. Anders als gedacht – 3:41
9. Die Wahrheit ist, man hat uns nichts getan – 3:29
10. Handyfeuerzeug gratis dazu – 2:52
11. Nacht – 5:23

Limited Edition Bonus:
1. 48 Stunden Video
2. 48 Stunden Video Making of
3. Landungsbrücken raus Video
4. Tourdoku
5. Linernotes

Bei dem Song „Stockhausen, Bill Gates Und Ich“ wird Kettcar von einem Kinderchor unterstützt.

## Singleauskopplungen
48 Stunden (28. Februar 2005)
1. 48 Stunden – 2:59
2. Die längste Zeit, die du verbringst (non album track) – 2:59
3. Wieso eigentlich indie-charts, digger? (non album track) – 2:54

Deiche (9. Mai 2005)
1. Deiche – 3:17
2. Strangeways (rough mix, non album track) – 4:19
3. Volle Distanz (live akustik) – 3:53
4. Musik sollte immer ein schönes Hobby bleiben (non album track) – 3:13

Balu (November 2005)
1. Balu (Radio Edit) – 3:53
2. Balu (Live – Rock am Ring 2005) – 4:28
3. Balu (NDR – Sendestudio) – 4:14

## Kommerzieller Erfolg

### Chartplatzierungen
| ChartsChartplatzierungen | Höchstplatzierung | Wochen |
| ------------------------ | ----------------- | ------ |
| Deutschland (GfK)        | 5 (8 Wo.)         | 8      |
| Österreich (Ö3)          | 49 (1 Wo.)        | 1      |

### Auszeichnungen für Musikverkäufe
| Land/Region        | Auszeichnungen für Musikverkäufe (Land/Region, Auszeichnung, Verkäufe) | Verkäufe |
| ------------------ | ---------------------------------------------------------------------- | -------- |
| Deutschland (BVMI) | Gold                                                                   | 100.000  |
| Insgesamt          | 1× Gold ·                                                              | 100.000  |